# Инвуд (Флорида)
Инвуд (енгл. Inwood) насељено је место без административног статуса у америчкој савезној држави Флорида.

## Демографија
По попису из 2010. године број становника је 6.403, што је 522 (-7,5%) становника мање него 2000. године.
| Група             | 2000.         | 2010.         |
| Белци             | 4.467 (64,5%) | 3.379 (52,8%) |
| Афроамериканци    | 1.628 (23,5%) | 1.877 (29,3%) |
| Азијати           | 70 (1,0%)     | 41 (0,6%)     |
| Хиспаноамериканци | 544 (7,9%)    | 974 (15,2%)   |
| Укупно            | 6.925         | 6.403         |